# 506
| [ Edytuj tabelę ]          |                           |
| Cesarz Bizancjum           | - 491 Anastazjusz I 518   |
| Cesarz Chin                | - 502 Liang Wudi 549      |
| Król Franków               | - 481 Chlodwig I 511      |
| Król Kentu                 | - 488 Oisc 512            |
| Patriarcha Konstantynopola | - 495 Macedoniusz II 511  |
| Władca Korei               | - 491 Munja 519           |
| Król Mercji                | - 501 Cnebba (?) 566      |
| Król Munsteru              | - 493 Eochaid 523         |
| Król Ostrogotów            | - 471 Teodoryk Wielki 526 |
| Papież                     | - 498 Symmach 514         |
| Król Persji                | - 488 Kawad I 531         |
| Król Wandalów              | - 496 Trasamund 523       |
| Król Wizygotów             | - 484 Alaryk II 507       |

Rok 506 / DVI
stulecia: V wiek ~
VI wiek ~
VII wiek

lata: 496 «
501 «
502 «
503 «
504 «
505 «
506
» 507
» 508
» 509
» 510
» 511
» 516

## Wydarzenia
- 5 lutego – król Wizygotów Alaryk II kazał opublikować zbiór praw Lex Romana Visigothorum, by uniknąć konfliktów między ariańskimi i katolickimi poddanymi.
- 10 września – wizygoccy biskupi Galii spotkali się na synodzie w Agde.